# Selección de fútbol playa de Guyana
La selección de fútbol playa de Guyana representa a Guyana en competiciones internacionales de fútbol playa.
Participó en el Campeonato de Fútbol Playa de CONCACAF por primera vez en el 2017.

## Estadísticas

### Copa Mundial de Fútbol Playa FIFA
| Copa Mundial de Fútbol Playa FIFA | Copa Mundial de Fútbol Playa FIFA | Copa Mundial de Fútbol Playa FIFA | Copa Mundial de Fútbol Playa FIFA | Copa Mundial de Fútbol Playa FIFA | Copa Mundial de Fútbol Playa FIFA | Copa Mundial de Fútbol Playa FIFA | Copa Mundial de Fútbol Playa FIFA |
| Año                               | Ronda                             | J                                 | G                                 | G+                                | P                                 | GF                                | GC                                |
| --------------------------------- | --------------------------------- | --------------------------------- | --------------------------------- | --------------------------------- | --------------------------------- | --------------------------------- | --------------------------------- |
| 2005 - 2015                       | No participó                      | No participó                      | No participó                      | No participó                      | No participó                      | No participó                      | No participó                      |
| 2017                              | No clasificó                      | No clasificó                      | No clasificó                      | No clasificó                      | No clasificó                      | No clasificó                      | No clasificó                      |
| 2019                              | No clasificó                      | No clasificó                      | No clasificó                      | No clasificó                      | No clasificó                      | No clasificó                      | No clasificó                      |
| 2021                              | No participó                      | No participó                      | No participó                      | No participó                      | No participó                      | No participó                      | No participó                      |
| Total                             | 0/11                              | -                                 | -                                 | -                                 | -                                 | -                                 | -                                 |

### Campeonato de Fútbol Playa de Concacaf
| Campeonato de Fútbol Playa de Concacaf | Campeonato de Fútbol Playa de Concacaf | Campeonato de Fútbol Playa de Concacaf | Campeonato de Fútbol Playa de Concacaf | Campeonato de Fútbol Playa de Concacaf | Campeonato de Fútbol Playa de Concacaf | Campeonato de Fútbol Playa de Concacaf | Campeonato de Fútbol Playa de Concacaf |
| Año                                    | Ronda                                  | J                                      | G                                      | G+                                     | P                                      | GF                                     | GC                                     |
| -------------------------------------- | -------------------------------------- | -------------------------------------- | -------------------------------------- | -------------------------------------- | -------------------------------------- | -------------------------------------- | -------------------------------------- |
| 2006 - 2015                            | No participó                           | No participó                           | No participó                           | No participó                           | No participó                           | No participó                           | No participó                           |
| 2017                                   | Duodécimo lugar                        | 6                                      | 2                                      | 0                                      | 4                                      | 22                                     | 30                                     |
| 2019                                   | Fase de grupos                         | 3                                      | 1                                      | 0                                      | 2                                      | 10                                     | 13                                     |
| 2021                                   | No participó                           | No participó                           | No participó                           | No participó                           | No participó                           | No participó                           | No participó                           |
| Total                                  | 2/9                                    | 9                                      | 3                                      | 0                                      | 6                                      | 32                                     | 43                                     |